# Padariya Tharutol
Padariya Tharutol – gaun wikas samiti we wschodniej części Nepalu w strefie Sagarmatha w dystrykcie Siraha. Według nepalskiego spisu powszechnego z 2001 roku liczył on 981 gospodarstw domowych i 5740 mieszkańców (2923 kobiet i 2817 mężczyzn).